# نیتروژن مایع

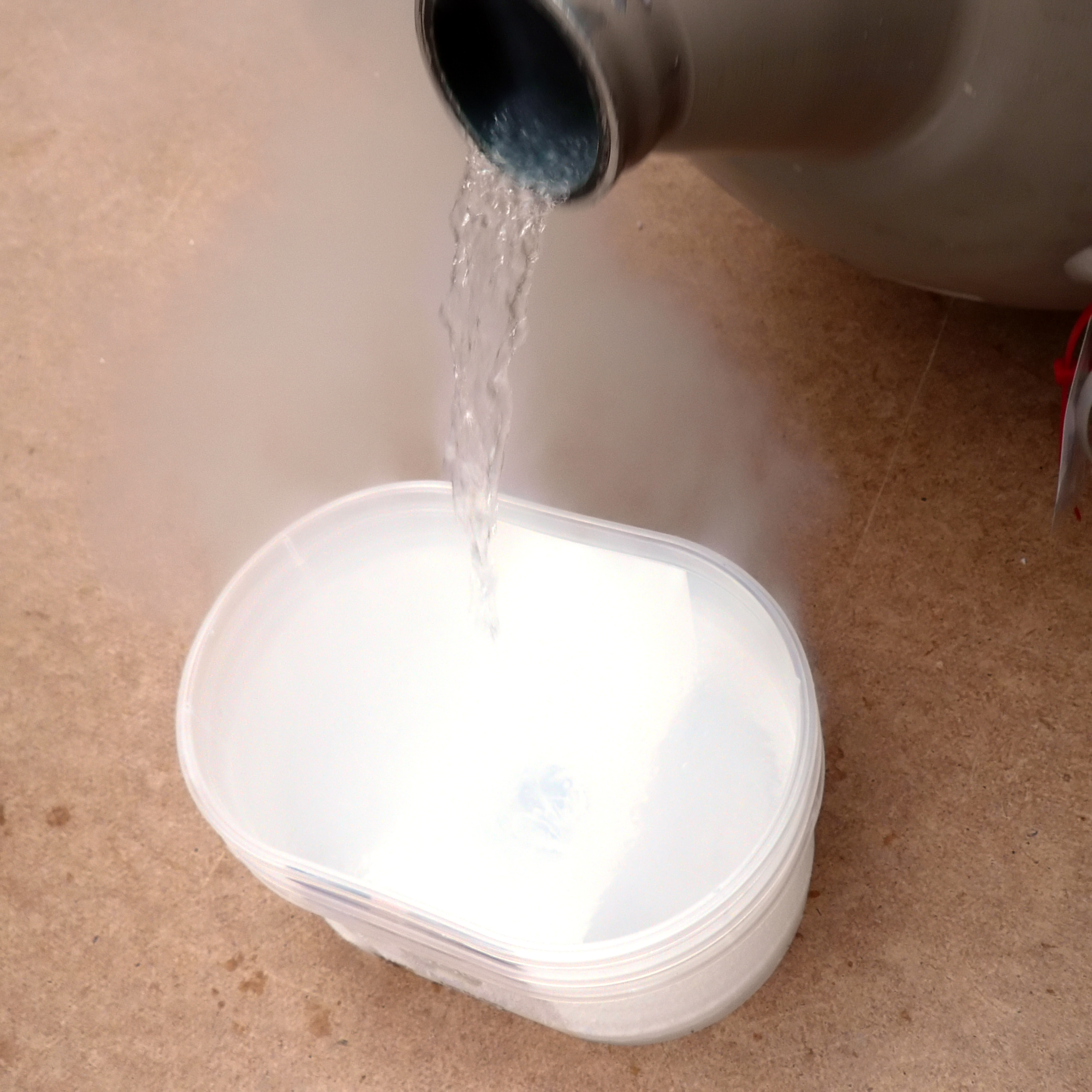
نیتروژن مایع

نیتروژن مایع، (به انگلیسی: Liquid nitrogen)  حالت مایع عنصر نیتروژن می‌باشد. نیتروژن مایع، بی رنگ، بی بو (بسیار شبیه به آب) با دمایی نزدیک ۱۸۸ درجه زیر صفر بوده و از تقطیر جزء به جزء هوای مایع به دست می‌آید. تقطیر جزء به جزء، یکی از انواع تقطیر برای جداسازی اجزای یک مخلوط می‌باشد که در این جا اجزاء از طریق حرارت و گرما، به ترتیب به نقاط جوش شان می‌رسند. نیتروژن مایع به صورت‌های LIN، LN۲ و LN نشان داده می‌شود.
- نیتروژن مایع یک سیال سرمازا می‌باشد که در تماس با بافت زنده موجب یخ زدگی و سرمازدگی آن بافت می‌شود.
- در فشار جو، نیتروژن مایع در ۷۷ کلوین که برابر با ۱۹۶- درجه سلسیوس و ۳۲۱- درجه فارنهایت است، به جوش می‌آید.
- نیتروژن، بی اثر است و به فرایند احتراق هیچ گونه کمکی نمی‌کند. اما وقتی به دمای بالا برسد مثلاً بر اثر رعد و برق یا درون اگزوز خودرو ها می‌تواند با اکسیژن ترکیب شده و به نیتروژن مونوکسید تبدیل شود.

## نیتروژن مایع خوراکی
خوردن نیتروژن مایع باعث مرگ آنی خواهد شد ، زیرا نیتروژن مایع بلافاصله با در معرض گرما قرار گرفتن منبسط میشود و لذا با خوردن آن و قرارگیری در معرض دمای بدن به سرعت منبسط شده و باعث انفجار دستگاه گوارش میشود .هنگامی که نیتروژن مایع تبخیر میشود تا دمای محیط گرم بشود ، مقدار زیادی گرما جذب می کند. پس اجازه می دهد درجه حرارت به میزان قابل توجهی و به سرعت کاهش پیدا کند. ترکیبی از بی ضرر بودن و حالت اولیه بسیار سرد آن ، نیتروژن مایع را به عنوان یک مایع خنک کننده ایده آل برای کاربردهای خاص مانند انجماد مواد غذایی تبدیل می کند. از نیتروژن مایع نیز برای خنک کردن موادی که در دمای اتاق حساس به گرما هستن استفاده می شود. به عنوان مثال برای لاستیک ، پلاستیک ، فلزات خاص و حتی دارویی استفاده می شود.

## چگونه نیتروژن مایع تهیه کنیم؟
نیتروژن در مقادیر زیادی به صورت گاز و مایع با تقطیر کرایوژنیک تولید می شود. با جذب نوسان فشار ( PSA ) یا فرآیندهای جداسازی انتشار ( نفوذ از طریق فیبر توخالی طراحی شده خاص ) ، می توان حجم کمتری به عنوان گاز تولید کرد. فرآیندهای کرایوژنیک می توانند نیتروژن بسیار خالص تولید کنند. فرآیندهای جذب و انتشار معمولاً برای تولید محصول با خالصی کمتر در مقادیر نسبتاً کم استفاده می شوند. فرآیندهای غیر کرایوژنیک برای مصرف کنندگان با حجم کم ، وقتی که خالصی نیتروژن ضروری نباشد مورد توجه قرار می گیرد و گزینه های جایگزین ( خرید نیتروژن مایع فله ، سیلندرهای نیتروژن با فشار بالا یا تولید کریوژنیک محلی ) گران تر یا غیر عملی هستند.